# Dipartimento della pubblica sicurezza
Il Dipartimento della pubblica sicurezza è una articolazione del Ministero dell'interno della Repubblica Italiana, istituita dalla legge 1º aprile 1981 n. 121 ("Nuovo ordinamento dell'Amministrazione della Pubblica Sicurezza"), da cui dipende la Polizia di Stato e che coordina tutte le forze di polizia italiane.
Da quella data ha sostituito la Direzione generale della pubblica sicurezza. Al suo vertice vi è il direttore generale della pubblica sicurezza.

## Storia

### La direzione
L'attività di polizia in precedenza si svolgeva alle dipendenze del Ministero dell'interno nel cui ambito era costituita la Direzione generale di P.S., definitivamente istituita con il regio decreto 3 luglio 1887, n. 4707, dal governo Depretis VIII, che costituiva l'organo centrale cui erano affidate le funzioni di polizia. Era retta da un direttore generale, di solito un prefetto. Nel 1923 il direttore generale della pubblica sicurezza assunse la denominazione di capo della polizia.
Nel 1965 la direzione generale fu organizzata in una segreteria e quattordici divisioni.

### Il dipartimento
La sua istituzione nel 1981 ha posto fine ad un lungo iter legislativo, di quasi quindici anni, che aveva lo scopo di dar corpo alle istanze di riforma e adeguamento ai principi costituzionali provenienti dall'interno e dall'esterno dello stesso corpo di pubblica sicurezza: la struttura organizzativa infatti presentava un'evidente anomalia dovuta al fatto che una parte era organizzata militarmente e una, invece, era composta da funzionari civili.

## Ordinamento
La legge 1º aprile 1981 n. 121 ha stabilito una nuova organizzazione della pubblica sicurezza, suddivisa in organi centrali e locali.
Sono organi centrali:

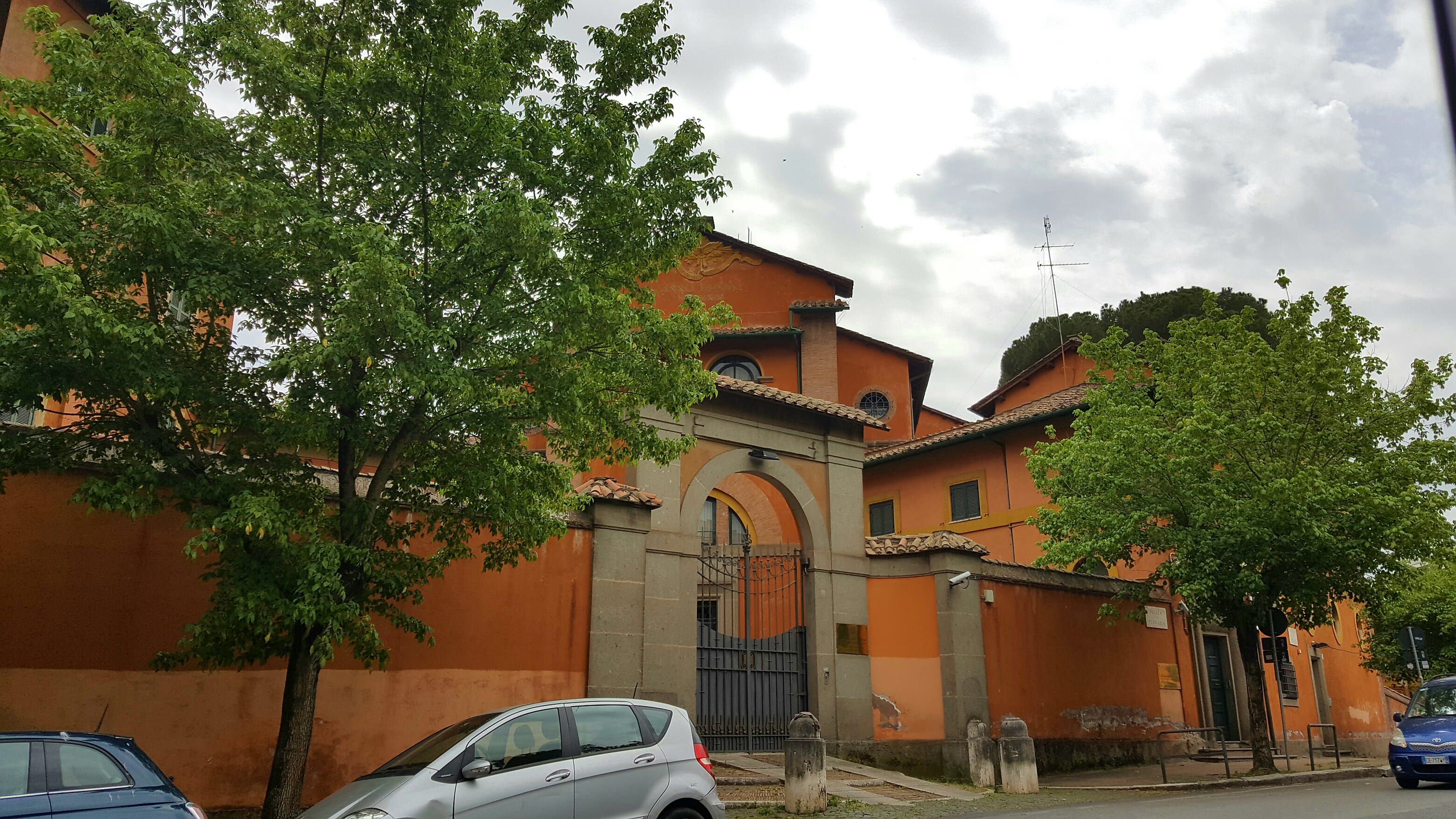
Sede della Scuola di perfezionamento per le forze di polizia, a Roma, Piazza di Novella.

- il Dipartimento di pubblica sicurezza;
- il Comitato nazionale dell'ordine e sicurezza pubblica.

Sono organi provinciali/locali:
- il prefetto;
- il questore;
- il comitato provinciale per l'ordine e la sicurezza pubblica;
- le autorità locali di pubblica sicurezza.

Il nuovo ordinamento prevede un'amministrazione civile che fa capo al ministro dell'interno, responsabile della "tutela dell'ordine e della sicurezza", e il Dipartimento della pubblica sicurezza retto dal capo della polizia.

## Funzioni
Le funzioni che la legge 121/1981 ha attribuito al Dipartimento della pubblica sicurezza sono:
- l'attuazione della politica dell'ordine e della sicurezza pubblica;
- il coordinamento tecnico-operativo delle forze di polizia;
- la direzione e amministrazione della Polizia di Stato;
- la direzione e la gestione dei supporti tecnici e logistici.

## Vertice
Al dipartimento è preposto il  capo della polizia - direttore generale della pubblica sicurezza nella qualità di direttore generale della pubblica sicurezza, che viene nominato con decreto del Presidente della Repubblica, previa deliberazione del Consiglio dei ministri.
Il  capo della polizia è coadiuvato da tre vicecapi, scelti fra i dirigenti generali o i prefetti nei ruoli della Polizia di Stato:
- un vicedirettore generale espleta le funzioni vicarie;
- un vice l'attività di coordinamento e pianificazione;
- un vice ha la responsabilità della polizia criminale.

## Compiti
Fra i compiti del Dipartimento vi sono:
- la pianificazione generale ed il coordinamento dei servizi di ordine di pubblica sicurezza, nonché quelli logistici e amministrativi comuni delle forze di polizia;
- la classificazione, analisi e valutazione dei dati per la tutela dell'ordine e della sicurezza pubblica e per la prevenzione e la repressione della criminalità.

Il dipartimento svolge, inoltre, i compiti di ricerca scientifica e tecnologica, di documentazione, studio e statistica per l'espletamento dei quali possono essere conferiti incarichi anche ad estranei alla pubblica amministrazione.

## Organizzazione
Il Dipartimento di pubblica sicurezza è organizzato in direzioni centrali e in uffici di pari livello.
La Segreteria del dipartimento coordina le attività amministrative e tecniche svolte dai vari uffici dipartimentali e l'attuazione dell'azione di direzione e di indirizzo del direttore generale..

### Le Direzioni
- Direzione centrale per gli affari generali
- Direzione centrale della polizia di prevenzione (DCPP)
- Direzione centrale anticrimine della Polizia di Stato (DAC)
- Direzione centrale per la polizia stradale, ferroviaria, delle comunicazioni e per i reparti speciali della Polizia di Stato
- Direzione centrale dell'immigrazione e della polizia delle frontiere
- Direzione centrale per le risorse umane
- Direzione centrale per gli istituti di istruzione
- Direzione centrale di sanità
- Direzione centrale dei servizi tecnico-logistici e della gestione patrimoniale
- Direzione centrale per la Polizia scientifica e la Sicurezza cibernetica
- Direzione centrale per i servizi di ragioneria
- Scuola superiore di Polizia

Direzioni interforze
- Direzione centrale della polizia criminale (CRIMINALPOL)
- Direzione Investigativa Antimafia

- Direzione centrale per i servizi antidroga
- Scuola di perfezionamento per le forze di polizia
- Ufficio per il coordinamento e la pianificazione delle Forze di polizia
- Ufficio centrale interforze per la sicurezza personale (UCIS)

### Gli uffici
- Ufficio per l'amministrazione generale del dipartimento della Pubblica sicurezza
- Ufficio centrale ispettivo